# Издревая (Новолуговской сельсовет)
Издревая — деревня в Новосибирском районе Новосибирской области России. Входит в состав Новолуговского сельсовета.

## География
Площадь деревни — 111 гектаров.

## Население
| 2002 | 2007 | 2010 |
| ---- | ---- | ---- |
| 755  | ↗793 | ↘757 |

## Инфраструктура
В деревне по данным на 2007 год функционируют 1 учреждение здравоохранения и 1 учреждение образования.